# Xinpu, Hunan
Xinpu är en sockenhuvudort i Kina. Den ligger i provinsen Hunan, i den södra delen av landet, omkring 230 kilometer nordväst om provinshuvudstaden Changsha. Antalet invånare är 25 802. Befolkningen består av 12 590 kvinnor och 13 212 män. Barn under 15 år utgör 15,0 %, vuxna 15-64 år 70 %, och äldre över 65 år 13,0 %.
Runt Xinpu är det ganska tätbefolkat, med 172 invånare per kvadratkilometer. Närmaste större samhälle är Jiashan, 20,0 km söder om Xinpu. I omgivningarna runt Xinpu växer huvudsakligen savannskog.
Genomsnittlig årsnederbörd är 1 697 millimeter. Den regnigaste månaden är september, med i genomsnitt 263 mm nederbörd, och den torraste är december, med 19 mm nederbörd.